# Shabab Al-Ordon Club
El Shabab Al-Ordon Club, abans Al-Qadisiyah (àrab: نادي شباب الأردن, Nādī Xabāb al-Urdun, ‘Club de la Joventut de Jordània’; abans نادي القادسية, Nādī al-Qādisiyya, ‘Club d'al-Qadissiyya’) és un club de futbol jordà de la ciutat d'Amman.
El club Al-Qadisiyah va ser fundat el 1968. L'actual club va néixer el 2002.

## Palmarès
- Lliga jordana de futbol:[2]
  - 2006, 2013
- Copa jordana de futbol:[3]
  - 2006, 2007
- Escut jordà de futbol:[3]
  - 2007, 2016
- Supercopa jordana de futbol:[3]
  - 2007, 2013
- Copa de l'AFC: 
  - 2007